# Rathaus (Fort-de-France)

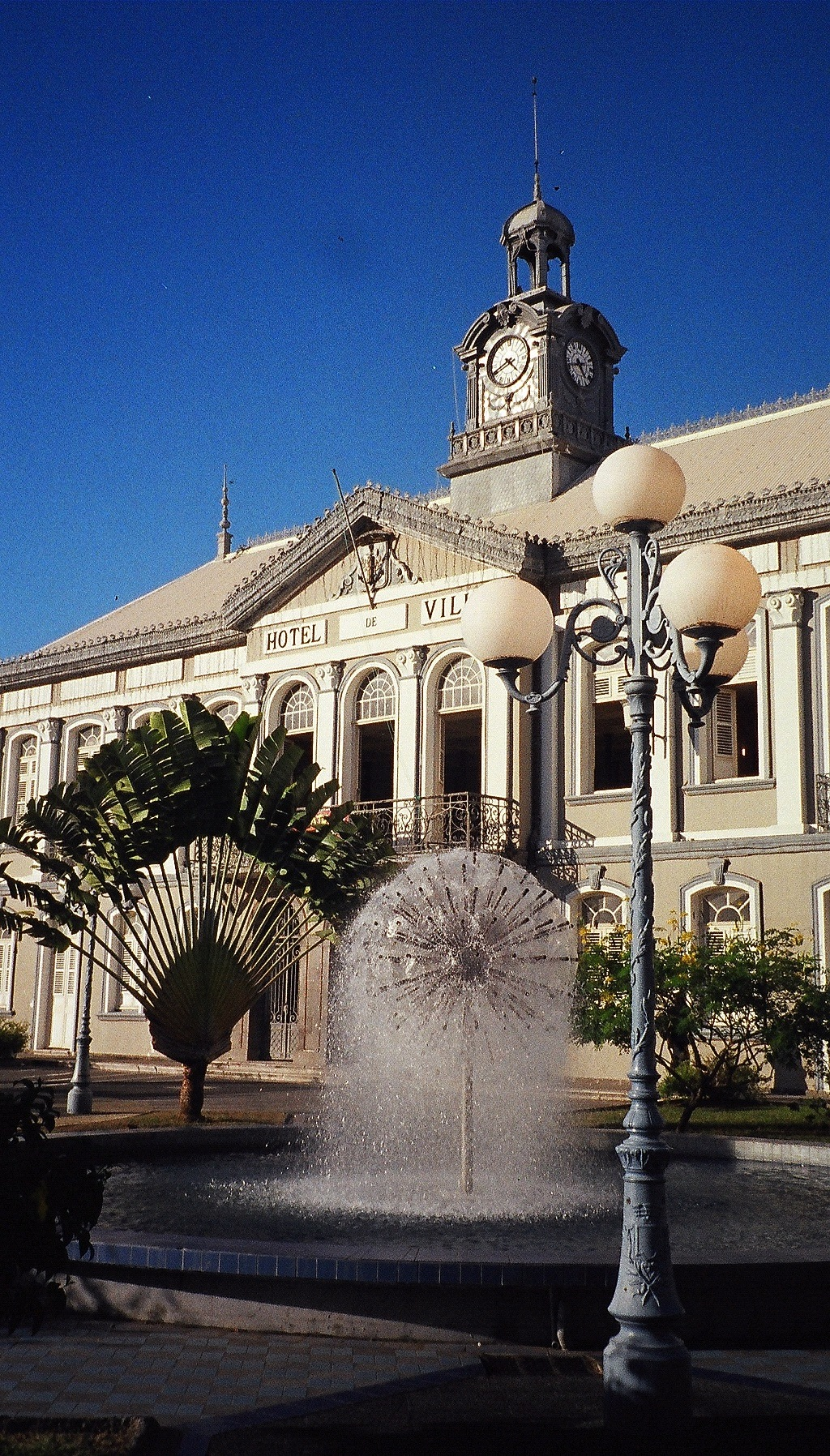
Rathaus

Das Rathaus ist das zentrale Verwaltungsgebäude der Stadt Fort-de-France auf Martinique.
Ein erster Bau wurde 1848 durch einen nicht näher bekannten Bauunternehmer namens Hrous errichtet. Bei einem schweren Brand 1890 und einem Zyklon, der 1891 über die Stadt fegte, wurde das Gebäude fast vollständig zerstört. Nach dem Wiederaufbau folgte im September 1901 die Neueröffnung.
Das neu errichtete Gebäude ist ein Beispiel kolonialer Architektur auf den Antillen. Der zweigeschossige, symmetrische Bau wird durch einen stattlichen Mittelrisalit gegliedert. Die dekorierte Fassade zeigt das Wappen der Stadt und die programmatische Inschrift SEMPER FRANCIA (dt.: Für immer Frankreich). Über dem Portal ist ein kleiner Glockenturm aufgesetzt.
Im ersten Geschoss des Gebäudes zeigt eine Statue aus dem Jahr 1879, die dem Bildhauer Albert Carrier-Belleuse zugeschrieben wird, einen Sklaven, der sich aus seinen Fesseln befreit hat. 
Im Gebäude ist ein reich geschmückter Theatersaal untergebracht, das Théâtre Aimé Césaire.
Das Rathaus wurde am 31. Juli 1979 unter Denkmalschutz gestellt.
Koordinaten: 14° 36′ 23,5″ N, 61° 4′ 11,8″ W